# Marica
Marica (bulharsky Марица, řecky Εβρος, turecky Meriç) je s délkou 480 km nejdelší řeka protékající vnitrozemím Balkánského poloostrova. Protéká v délce 321 km Bulharskem (Sofijská oblast, Pazardžická oblast, Plovdivská oblast, Chaskovská oblast) a na dolním toku tvoří hranici mezi Řeckem (Východní Makedonie a Thrákie) a Tureckem (Edirnská provincie). Povodí má rozlohu 54 000 km² (většina historické Thrákie).

## Průběh toku
Pramení v Mariški cirku pod horou Musala v pohoří Rila a teče k východu Hornothráckou nížinou přes města Pazardžik, Plovdiv a Dimitrovgrad. Protéká východními výběžky Rodop a na dolním toku se stáčí k jihu. Teče městy Edirne (Drinopol) a Pythio a poblíž Alexandrupoli ústí do Egejského moře, přičemž vytváří bažinatou deltu. Hlavní přítoky jsou Strjama, Tundža, Arda a Ergene.

## Vodní režim
Zdroj vody je převážně dešťový. V létě hladina výrazně klesá.
Voda se využívá na zavlažování. Na řece byly vybudovány vodní elektrárny. Vodní doprava je možná od tureckého města Edirne.